# Pillowtalk
«Pillowtalk» (estilizado como PILLOWTALK) es una canción del compositor y cantante británico Zayn, lanzado como su primer sencillo de su álbum como solista, Mind of Mine (2016). Zayn coescribió la canción con Anthony Hannides y Michael Hannides de MYKL y Levi Lennox, quien también produjo el sencillo. La canción fue lanzada el 29 de enero de 2016, junto con su videoclip del cual es partícipe la modelo Gigi  Hadid.

## Antecedentes y lanzamiento
Después de firmar un contrato de grabación con la empresa discográfica RCA Records, Zayn dio varias entrevistas con revistas de música, como The Fader y Billboard, diciendo "las experiencias de la vida han sido las influencias para el disco y solo cosas en las que he estado, especialmente en los últimos cinco años", también declaró que musicalmente el disco se inclina bajo géneros pop/R&B. El álbum debut como solista de Zayn, Mind of Mine sería lanzado a comienzos de primavera en el hemisferio norte, 2016. El 24 de enero de 2016, Zayn reveló la fecha de lanzamiento y la carátula del sencillo como solista «Pillowtalk» a través de Twitter. Este sería el sencillo debut de Zayn como solista, desde su salida de One Direction en 2015. En una entrevista con The Sunday Times, Zayn dijo que el sencillo fue escrito sobre el sexo, que describió como "tan puro, tan sucio y crudo," agregando, "todo el mundo tiene sexo y es algo que la gente quiere oír hablar. De parte de la vida de todos, una gran parte de la vida". El sencillo fue lanzado el 29 de enero de 2016.
El 3 de febrero de 2016 fue lanzada una versión acústica de «Pillowtalk». En Snapchat, Zayn reveló un fragmento de un remix de «Pillowtalk» con el rapero estadounidense Lil Wayne, que fue lanzada más adelante como «Pillowtalk» (Lil Wayne Remix) para su descarga digital el 25 de febrero de 2016; dicho remix de hip hop adjuntaba el rap de Lil Wayne junto con el rap-canto de Zayn.

## Composición e interpretación lírica
«Pillowtalk» es una canción R&B lenta, siendo por ende una forma alternativa de género R&B, esta también descrita como una canción de downtempo electrónico, cuenta con una producción R&B/pop suave y ritmos pesados. De acuerdo con los críticos, la canción emula un nuevo sonido de Zayn y representa un cambio de las influencias principalmente pop de sus versiones anteriores como un miembro de la boyband One Direction.
La canción fue escrita en tiempo común en la tonalidad de Si mayor con un tempo moderado de 126 latidos por minuto. El centro los versos está compuesto por acordes ajustados a Mi y Fa mayor con la melodía vocal en los versos siendo pentatónica. La interpretación vocal de Zayn hace uso de ad-libs, puntos en los cuales mediante los trillizos contra tempo se prevalece. La canción muestra la gama vocal tenor de Zayn, particularmente con el coro. Sus letras discuten la forma en que el amor y la pasión pueden convertirse en temor, fue descrita por The Guardian como "una interpretación teatral de intimidad y romance". Zayn utiliza una voz ondulante y mantecosa para la canción. En las líneas suaves del pre-coro canta "Quiero despertar a tu lado", mientras que en el estribillo se mueve un poco más explícito con las líricas "en la cama todo el día follando y luchando, es un paraíso y una zona de guerra"; el canta sobre el dolor y sufrimiento entre dos personas durante conflictos emocionales con sus parejas.
«Pillowtalk (The living room session)» cuenta con la voz de Malik y una guitarra acústica de respaldo.

## Recepción crítica

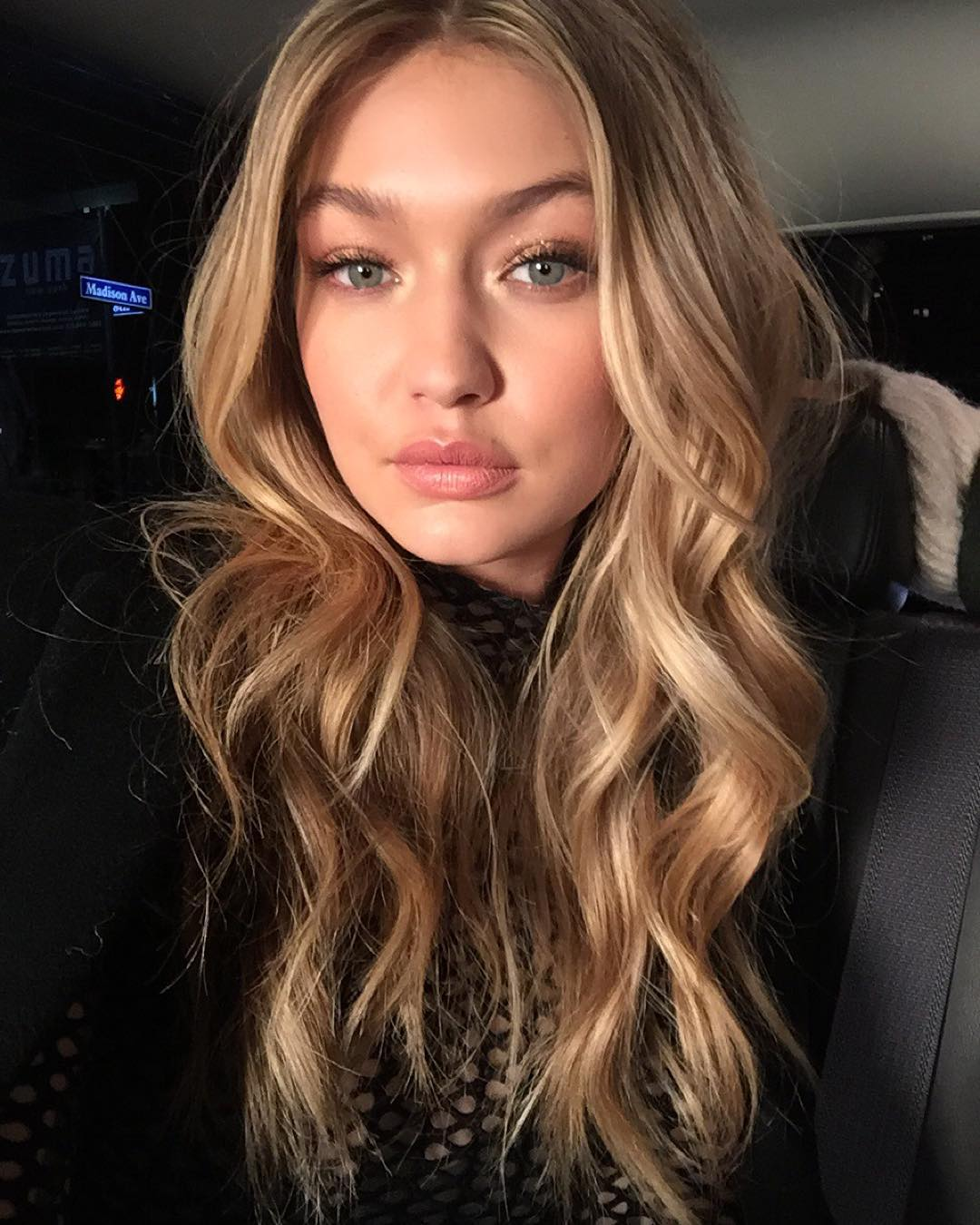
Gigi Hadid participó en el vídeo musical de "Pillowtalk"

Sobre su lanzamiento, "Pillowtalk" ha recibido revisiones positivas de críticos de la música. Un escritor de la revista Forbes, Hugh McIntyre comentó que la canción "es decididamente crecido para arriba, con un montón de palabras x-Rated e imágenes y temas de adultos. Esto no es otra simple melodía sobre corazones rotos; se trata de amor siendo un paraíso y una zona de guerra. La canción puede ser acerca de situaciones similares, pero Zayn es un sentimiento —o expresión— de cosas diferentemente ahora". Jason Lipshutz del canal de TV Fuse describió "Pillowtalk" como "una pista R&B sexy y fascinante". Brennan Carley de Spin elogió la letra y la voz de Zayn, afirmando que "demuestra un dominio en R&B moderna en segundos. Hay pasión en su voz, un instrumento sin trabas y sin afeitar por primera vez". Para Harriet Gibsone el tutor, es un "lento, minimalista y lujuriosa explosión de testosterona, una fuente de champán y poco fiables para después del afeitado. Es un paso deliberado y comprensible, en una forma artística más austera". Un escritor de Digital Spy, Lewis Corner dio a la canción cuatro de cinco estrellas, escribiendo "tono claro vocal de Zayn - en su mejor-junto con un gran coro y melodía de cerebro niggling, mantiene sexy y divertido sin ser sórdido", comparó también el "R&B seductora" seguimiento al trabajo de Justin Timberlake. Lucas Villa de AXS que escribió la canción "no es un avance de "Cry Me a River" [Zayn] de Justin Timberlake, pero aún es un dulce algo que seguramente va a satisfacer sus mayores fans mientras tanto". Para el personal de la revista Billboard, "si ‘Pillowtalk’ es cualquier cosa ir cerca, Malik ha dejado géneros bubblegum pop detrás. A partir de aquí, es la marcha R&B".

## Vídeo musical
Dirigido por Bouha Kazmi, el vídeo de "Pillowtalk" se estrenó en YouTube el 29 de enero de 2016. La modelo Gigi Hadid y Zayn aparecen en el clip, que cuenta con efectos caleidoscopios. En el vídeo musical se encuentra a Zayn navegando por un fantasía sexual, con una flor que cubre los genitales y siluetas femeninas mirando mutuamente una misteriosa mujer. Hadid aparece girando alrededor del cantante, lo hipnotiza y finalmente provoca lágrimas de technicolor.

## Lista de canciones
- Descarga Digital — Versión explícita

| N.º | Título       | Duración |  |
| 1.  | «Pillowtalk» | 3:23     |  |

- Descarga Digital — Versión censurada

| N.º | Título       | Duración |  |
| 1.  | «Pillowtalk» | 3:23     |  |

- Descarga digital

| N.º | Título                                | Duración |  |
| 1.  | «Pillowtalk (The living room sesion)» | 2:25     |  |

- Descarga digital

| N.º | Título                                         | Duración |  |
| 1.  | «Pillowtalk (The living room sesion)»          | 2:25     |  |
| 2.  | «Pillowtalk (Lil Wayne Remix)» (con Lil Wayne) | 3:41     |  |

- Sencillo en CD

| N.º | Título       | Duración |  |
| 1.  | «Pillowtalk» | 4:00     |  |

## Posicionamiento en listas

### Semanales
| Lista (2016)                           | Mejor posición |
| -------------------------------------- | -------------- |
| Australia (ARIA)                       | 1              |
| Austria (Ö3 Austria Top 40)            | 3              |
| Bélgica (Flandes) (Ultratop 50)        | 18             |
| Bélgica (Valonia) (Ultratop 50)        | 19             |
| Canada (Canadian Hot 100)              | 1              |
| Dinamarca (Tracklisten)                | 5              |
| Finlandia (OFC)                        | 6              |
| Francia (SNEP)                         | 4              |
| Alemania (Media Control AG)            | 5              |
| Greece Digital Songs (Billboard)       | 1              |
| Hungría (Single Top 40)                | 4              |
| Irlanda (IRMA)                         | 1              |
| Italia (FIMI)                          | 3              |
| Países Bajos (Mega Single Top 100)     | 9              |
| Países Bajos (Dutch Top 40)            | 10             |
| New Zealand (Recorded Music NZ)        | 1              |
| Norway (VG-lista)                      | 2              |
| Portugal Digital Songs (Billboard)     | 1              |
| Escocia (Scottish Singles Sales Chart) | 1              |
| España (Top 100 Canciones)             | 2              |
| Suecia (Sverigetopplistan)             | 1              |
| Suiza (Schweizer Hitparade)            | 15             |
| Reino Unido (UK Singles Chart)         | 1              |
| Reino Unido (UK R&B Chart)             | 1              |
| US Billboard Hot 100                   | 1              |

## Ventas y certificaciones
| País                                                       | Organismo certificador | Certificación    | Ventas certificadas | Ref.   |
| ---------------------------------------------------------- | ---------------------- | ---------------- | ------------------- | ------ |
| Alemania                                                   | BVMI                   | Oro              | 200 000             | [ 45 ] |
| Australia                                                  | ARIA                   | 3× Platino       | 210 000             | [ 46 ] |
| Canadá                                                     | Music Canada           | Platino          | 80 000              | [ 47 ] |
| Bélgica                                                    | BEA                    | Oro              | 15 000              | [ 48 ] |
| Dinamarca                                                  | IFPI — Den             | Oro              | 30 000              | [ 49 ] |
| Italia                                                     | FIMI                   | Platino±         | 100 000             | [ 50 ] |
| México                                                     | AMPROFON               | 3× Platino + Oro | 210,000             | [ 51 ] |
| Nueva Zelanda                                              | RMNZ                   | 2× Platino       | 30 000              | [ 52 ] |
| Polonia                                                    | ZPAV                   | 2× Platino       | 40 000              | [ 53 ] |
| Corea del Sur                                              |                        |                  | 22,316              | [ 54 ] |
| España                                                     | PROMUSICAE             | Platino          | 40 000              | [ 55 ] |
| Suecia                                                     | GLF                    | 3× Platino       | 120 000             | [ 56 ] |
| Reino Unido                                                | BPI                    | Platino±         | 600 000             | [ 57 ] |
| Estados Unidos                                             | RIAA                   | 3× Platino       | 3 000 000           | [ 58 ] |
| (±) significa que la certificación puede incluir streaming |                        |                  |                     |        |

## Historial de lanzamiento
| País           | Fecha                 | Formato (s)                                |
| -------------- | --------------------- | ------------------------------------------ |
| Australia      | 29 de febrero de 2016 | descarga digital                           |
| Canadá         | 29 de febrero de 2016 | descarga digital                           |
| Francia        | 29 de febrero de 2016 | descarga digital                           |
| Italia         | 29 de febrero de 2016 | descarga digital                           |
| España         | 29 de febrero de 2016 | descarga digital                           |
| Reino Unido    | 29 de febrero de 2016 | descarga digital                           |
| Estados Unidos | 29 de febrero de 2016 | descarga digital                           |
| Italia         | 29 de febrero de 2016 | Contemporany hit radio                     |
| Estados Unidos | 2 de febrero de 2016  | Contemporany hit radio                     |
| Estados Unidos | 3 de febrero de 2016  | descarga digital (the living room session) |
| Estados Unidos | 25 de febrero de 2016 | descarga digital (Lil Wayne Remix)         |